# 绍莫 (涅夫勒省)
绍莫（法語：Chaumot，法語發音：[ʃomo]）是法国涅夫勒省的一个市镇，属于克拉姆西区。

## 地理
绍莫（47°15'23"N, 3°38'49"E）面积7.69 平方千米，位于法国勃艮第-弗朗什-孔泰大區涅夫勒省，该省份为法国中部省份，北至约讷省，西北接卢瓦雷省，西接谢尔省，南至阿列省，东南接索恩-卢瓦尔省，东临科多尔省。
与绍莫接壤的市镇（或旧市镇、城区）包括：约讷河畔马里尼、帕济、希特里莱米讷、科尔比尼、热尔默奈、埃里。

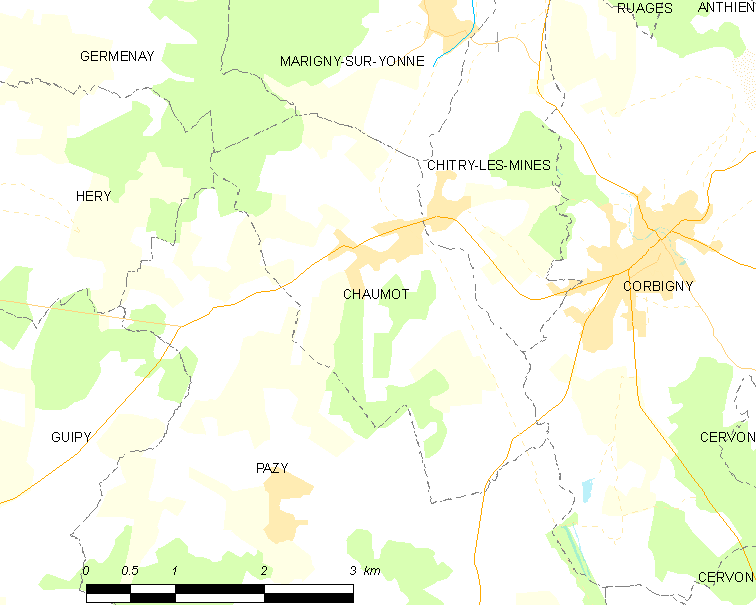
的OSM定位图

绍莫的时区为UTC+01:00、UTC+02:00（夏令时）。

## 行政
绍莫的邮政编码为58800，INSEE市镇编码为58069。

## 政治
绍莫所属的省级选区为科尔比尼县。

## 人口

1962-2008年间人口变化图示

绍莫于2022年1月1日时的人口数量为164人。